# 한국무배추생산자연합회
한국무배추생산자연합회는 무, 배추의 자율적 생산조정과 출하조절을 통한 유통개선과 회원간의 상호협력 및 정보 교환으로 우수농산물을 생산함으로써 생산농업인의 소득증대와 무·배추산업의 발전 도모 목적으로 2010년 2월 12일 설립된 대한민국 농림수산식품부 소관의 사단법인이다. 사무실은 서울특별시 중구 충정로 1가 75에 있다.